# Bolbococcus sabahanus
Bolbococcus sabahanus  (лат.) — вид мирмекофильных насекомых-кокцид рода Bolbococcus из семейства мучнистые червецы (Pseudococcidae).

## Распространение
Юго-Восточная Азия: Малайзия (Сабах).

## Описание
Микроскопического размера мучнистые червецы (длина 1-2 мм)

Питаются соками растений.
Среди муравьёв симбионтов представители рода Dolichoderus: обнаружены в муравейниках Dolichoderus pastorulus.
Вид был впервые описан в 2002 году энтомологом Д. Уилльямсом (Williams, D.J.).